# シャシュ・シルビア

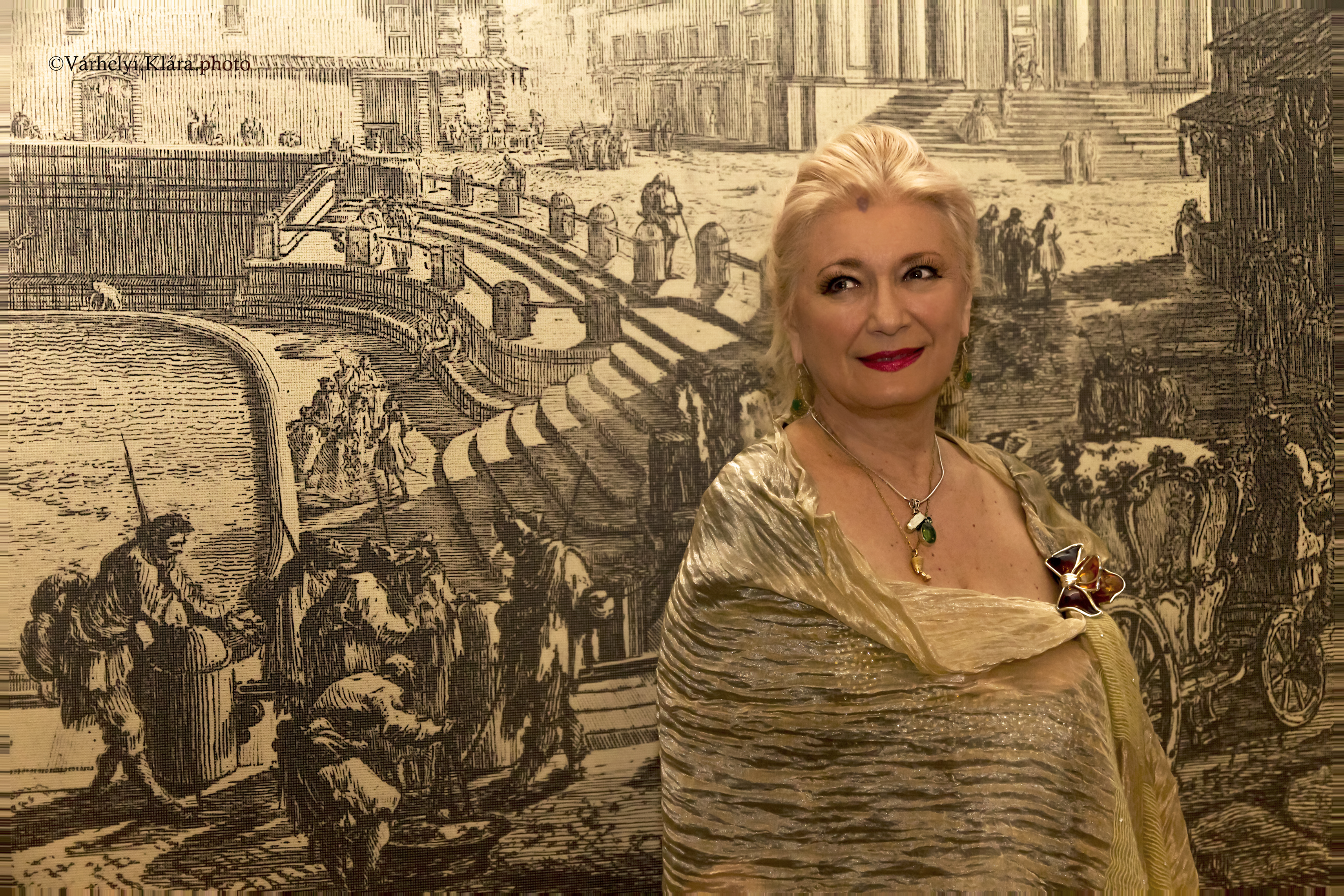
Sylvia Sass

シャシュ・シルビア(Sass Sylvia、1951年7月12日 - ) は、ハンガリー出身のソプラノ歌手。自国のみならず、世界中のオペラ座で主役級の役を務めた。

## 経歴
- ハンガリーのブダペストで生まれ、同市フランツ・リスト音楽アカデミーでレヴェギ・フェレンツ（Révhegyi Ferenc）教授の元で学ぶ。
- 1971年、ハンガリー国立オペラでビゼー作曲のオペラ「カルメン」のフラスキータ役にてデビュー。その後、ソフィア国立オペラでの「椿姫」にヴィオレッタ役で出演後、1974〜75年のシーズンには、ザルツブルク音楽フェスティバル期間中のコンサートでモーツァルトを歌う。
- 1977年頃、日本でもレコード芸術、音楽の友、ステレオ芸術等の音楽雑誌によって紹介され、「マリア・カラスの再来」として注目された。当時は、シルヴィア・シャーシュまたはシルヴィア・シャス等の表記がなされた。
- メジャー･レーベルには、1978年･79年にゲオルク・ショルティの指揮によって、モーツァルトの歌劇「ドン・ジョヴァンニ」（ドンナ・エルヴィーラ）を録音、バルトーク・ベーラの歌劇「青ひげ公の城」（ユーディト）を録音・録画している。レーベルは、いずれもデッカ・レコード。
- 現在は、オペラの第一線こそ退いているが、母国ハンガリーでマスター･クラスにおける後進の指導、絵画制作や本の執筆など、多方面で活躍している。